# Dependencias Federales

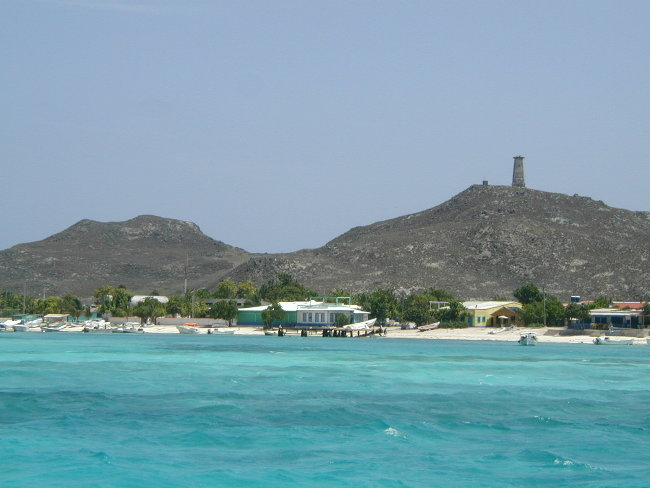
Los Roques

Die Dependencias Federales (deutsch Bundesterritorien) sind ein bundesunmittelbares Gebiet in Venezuela. Sie umfassen – mit Ausnahme von Corocoro, Farallón Centinela und der zum Bundesstaat Nueva Esparta gehörenden Inseln – die meisten der Küste vorgelagerten Inseln und Eilande in der Karibik und im Golf von Venezuela.  Die Inseln mit einer Gesamtfläche von 342 km² sind kaum besiedelt oder gar unbewohnt. Offizielle Quellen geben die ständige Bevölkerung mit ca. 3.000 Einwohnern an, weitere ca. 100 Menschen von der Isla Margarita bewohnen die Inseln zeitweise, um zu fischen. Der Bürgermeister der venezolanischen Hauptstadt Caracas nimmt die lokale Verwaltung wahr.

## Geographie
Die Dependencias Federales bestehen aus etwa 600 Inseln und Eilanden. Viele davon haben eine Fläche von nicht einmal 10.000 m² und sind oftmals nur Felsen, die sich aus dem Meer erheben. Die größte dieser Inseln ist La Tortuga, die fast die Hälfte der Gesamtfläche des Verwaltungsgebietes einnimmt.

### Wichtigste Inseln und Inselgruppen
- Isla Aves
- Las Aves (Islas de Aves)
  - Ave de Barlovento, die östliche Inselgruppe besteht aus einem Riff mit 8 km Durchmesser und 3 Eilanden im Südwesten
  - Ave de Sotavento, die westliche Inselgruppe besitzt eine große mangrovenbewachsene Insel im Süden
- La Blanquilla
- Los Frailes, eine Inselgruppe aus zehn kargen, felsigen Eilanden
- La Sola, 17,4 km ONO der Roca del Norte gelegen
- Isla de Patos
- Los Hermanos, eine Inselkette aus sieben kargen, felsigen Eilanden
  - Isla La Orquilla
  - Isla Los Morochos
  - Isla Grueso
  - Isla Pico (Isla Pando)
  - Isla Fondeadero
  - Isla Chiquito
- Los Monjes, eine Inselgruppe aus acht kargen, felsigen Eilanden
  - Monjes del Sur
  - Monje del este
  - Monjes del Norte
- La Orchila
- Los Roques
- Los Testigos
- La Tortuga (die Schildkröteninsel)